# Серви
Серви (Сервуря) — циганська етногрупа, що входить до західної групи циган. 

## Історія
Серви сформувалася в Україні з румунських та/або сербських циган, що іммігрували в країну на початку XVII століттія. Крім України, поширені в європейській частині Росії. Обрядовість частково запозичена у українського населення. 
Традиційно займалися торгівлею та обміном кіньми, ковальством, ворожінням. Певний час молоді серви служили у козацьких військах.
Нині серви — одна з найбільш освічених циганських етногруп з широким спектром професій. Помітно відзначилися в музичній сфері. Сервів іноді плутають з руска рома; в артистичному середовищі йде зближення цих двох етногруп.
У публікаціях Ілони Махотіної та Януша Панченко виділено шість підгруп сервів, котрі мають деякі відмінності у мові та культурі: тавричани (грицьки, дашки/дашківські, саули, щербати, панченки, слинявські, костівські), задніпряни (омельченки, таґани), килмиші (каверіни), воронезькі серви (пурики, цибулі) та поволзькі серви. Дані дослідження також відмічають так званих міських сервів (кокулі), предки яких вели осілий спосіб життя, як мінімум з кінця XIX ст. і на даний момент є найбільш інтегрованою циганською групою.

## Мова
Серви розмовляють власним сервіцьким ділектом циганської мови. Проте велика частина сервів не говорить циганською мовою.

## Віросповідання
За віросповідання серви переважно православні. Ховають небіжчиків у саркофагах. Головні свята — Різдво, Трійця, Великдень. Дітей хрестять в обов'язковому порядку.

## Пігрупи
Таврійські серви (самоназва тавричани) — одна з 6 відомих підгруп, яка має деякі відмінності у культурі та мові у порівнянні з іншими сервами. До даного підрозділу відносяться патрироди: панченки, щербати, дашки/дашківські, грицьки, слинявські, костівські. Тавричани сформувались як окрема підгурпа на території Таврійської губернії, від чого й походить їхня самоназва. Один з найбільш консервативних територіальних підрозділів, вели навіпосілий спосіб життя до 1956 року. Переважно погано володіють циганською мовою і користуються у побуті українською. Нині мешкають на Півдні Росії й України. Традиційно займались лимарством, гендлярством, чоботарством й ковальством.

## Відомі серви
- Микола Сліченко, актор театру і кіно, керівник театру «Ромен»
- Микола Ерденко, співак, музичний керівник театру «Ромен», творець ансамблю «Джанг»
- Олександр Колпаков, гітарист-віртуоз
- Януш Панченко, дослідник, громадський діяч
- Сергій Ерденко, скрипаль, один із засновників групи «Лойко»
- Вадим Колпаков, гітарист-віртуоз
- Розалія, Радда і Леонсіо Ерденко, співачки
- Ігор Крикунов, український режисер, актор театру і кіно, педагог, громадський діяч та народний артист України
- Євген Гудзь, музикант, актор, ді-джей, засновник американського гурту Gogol Bordello
- Наталія Томенко - правозахисниця.